# Acidoxantha bisinuata
Acidoxantha bisinuata är en tvåvingeart som beskrevs av Albany Hancock 1985. Acidoxantha bisinuata ingår i släktet Acidoxantha och familjen borrflugor.
Artens utbredningsområde är Madagaskar. Inga underarter finns listade i Catalogue of Life.